# Lasioglossum tarponense
Lasioglossum tarponense är en biart som först beskrevs av Theodore Mitchell 1960. Den ingår i släktet smalbin och familjen vägbin. Inga underarter finns listade i Catalogue of Life. Arten finns i sydöstra USA.

## Beskrivning
Arten är liten, med en ungefärlig längd av knappt 4,5 mm för honan, litet drygt 4 mm för hanen. Huvud och mellankropp är ljusgröna till ljusblå. Labrum, clypeus övre halva, käkarna och benen är gulorange, antennerna mörkbruna, vingarna halvgenomskinliga med bruna ribbor, samt vingfästena brungula. Bakkroppen är rödbrun med halvgenomskinligt brungula bakkanter på tergiterna och sterniterna. Behåringen är vitaktig och tämligen gles. På tergiterna 3 och 4, samt delvis på tergit 2, finns svaga hårband längs bakkanterna. Inslaget av gulorange, speciellt på benen, gör arten svår att förväxla med något annat smalbi.

## Utbredning
Arten är vanlig i sydöstra USA, i Texas, Georgia, South Carolina och Florida.

## Ekologi
Lasioglossum tarponense påträffas ofta i kustområden, dock inte bland rena sanddyner. Arten är specialiserad på plommonarten Prunus angustifolia i rosväxternas familj. Den har dock nyligen (2018) upptäckts även på ärtväxten Chamaecrista fasciculata.

## Bildgalleri

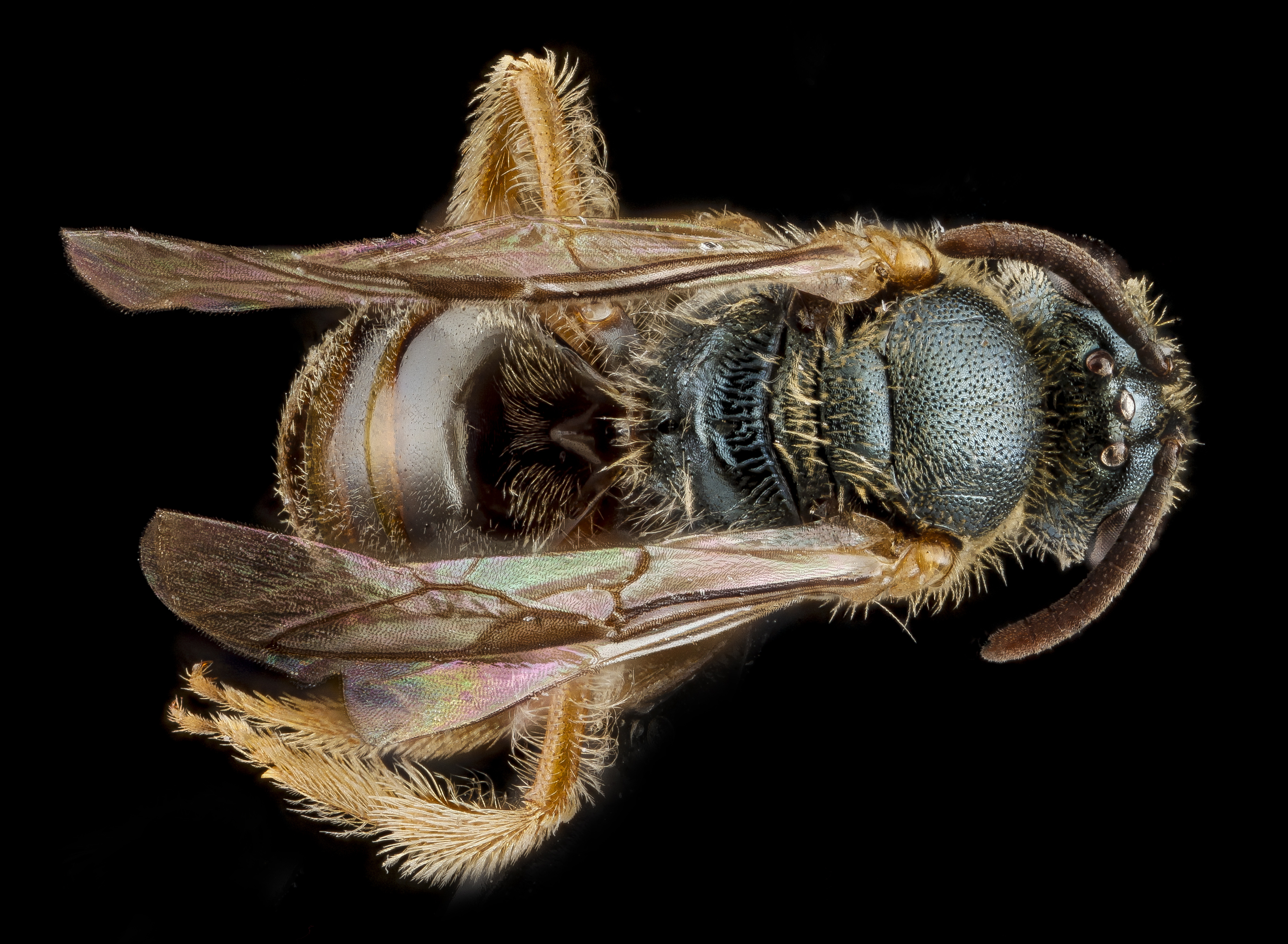
Hona, ryggsida.
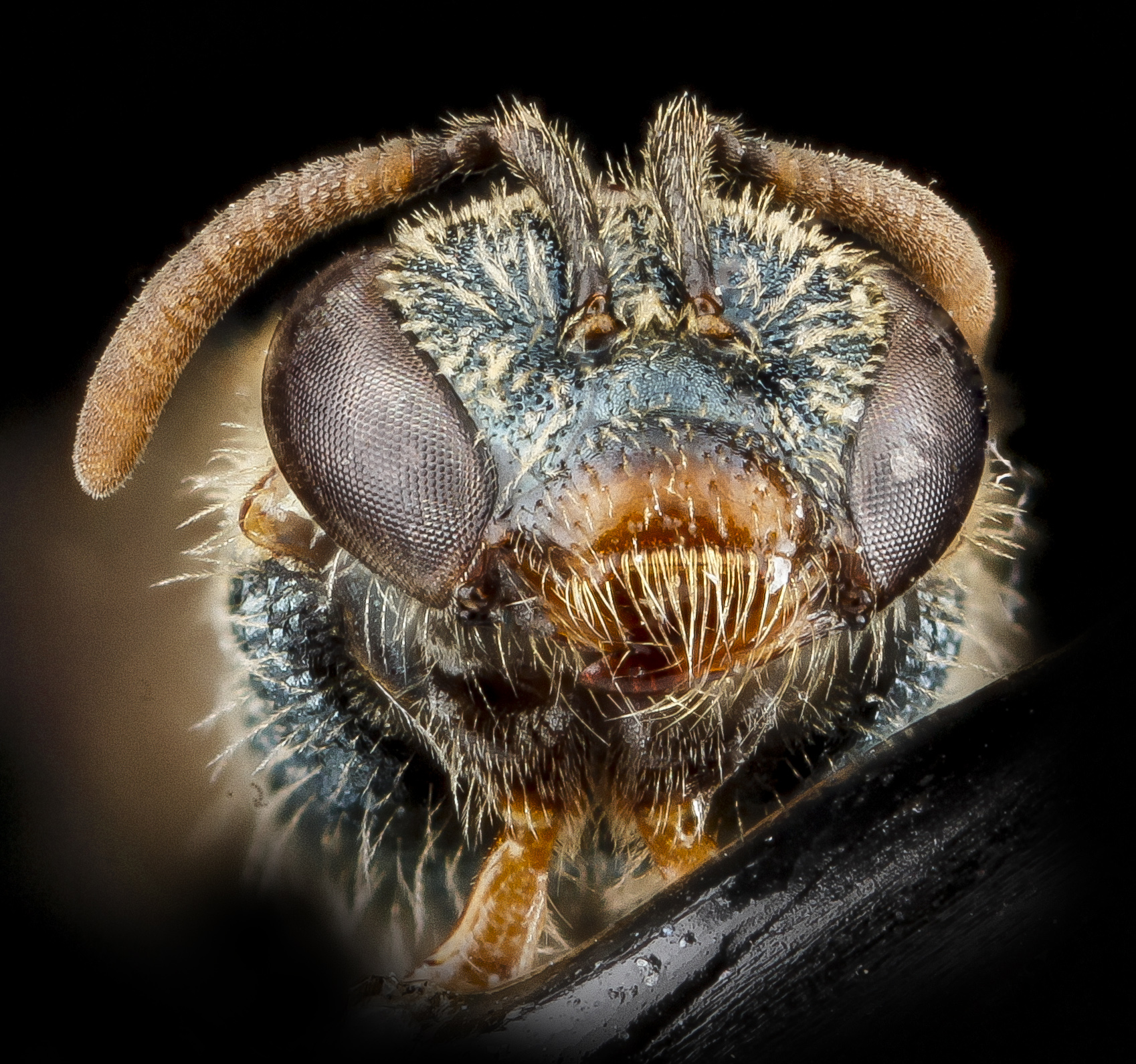
Hona, ansikte.